# Вторая речь против Стефана о лжесвидетельстве
«Вторая речь против Стефана о лжесвидетельстве» (др.-греч. κατὰ Στεφάνου Ψευδομαρτυριῶν Β) — судебная речь, которую приписывают древнегреческому оратору Демосфену. Сохранилась в составе «демосфеновского корпуса» под номером XLVI, была произнесена в 349 или 348 году до н. э.
Речь связана с судебной тяжбой Аполлодора и Формиона (Демосфен писал речь для последнего). Некто Стефан заявил, что Аполлодор отказался разрешить вскрытие завещания Пасиона, своего отца, чтобы подтвердить таким образом законность своих претензий. Аполлодор подал против Стефана иск о лжесвидетельстве и произнёс речь, написанную для него Демосфеном («Первую речь против Стефана о лжесвидетельстве»), в которой потребовал оштрафовать свидетеля на один талант. В случае успеха он смог бы обвинить противную сторону в преступном сговоре.
Услышав возражения со стороны Стефана, Аполлодор произнёс вторую речь. В ней он заявляет, что Стефан явным образом нарушает закон, свидетельствуя в суде с чужих слов, и говорит, что завещание Пасиона составлено с нарушениями.
Антиковеды констатируют, что речь мало убедительна: логика во многих случаях страдает, слишком много софизмов. Поэтому авторство Демосфена исключено. Предположительно речь написал сам Аполлодор. Речь ценна для исследователей главным образом благодаря многочисленным цитатам из законов.